# Peter Bejach
Karl Peter Bejach (* 20. April 1916 in Berlin; † 15. September 2004 ebenda) war ein deutscher Hörspiel-, Fernseh- und Theater-Autor und -Regisseur.

## Leben und Wirken
Bejach besuchte das Realgymnasium, wo er mit dem Abitur abschloss, und die Schauspielschule Berlin. 1936 debütierte er am Komödienhaus Dresden mit „Charmaine“. Zuletzt als Chefdramaturg und stellvertretender Direktor des Hamburger Staatstheaters tätig, wechselte Peter Bejach Mitte 1947 nach Berlin und leitete hier von 1947 bis 1949 die Hörspielabteilung des Berliner Rundfunks. Er schrieb rund 20 Hörspiele und das Drehbuch für den DEFA-Film „Zugverkehr unregelmäßig“ (1951).
Von 1954 bis 1958 fungierte er als Intendant der Staatsoperette Dresden. In Zusammenarbeit mit Herbert Kawan als Komponisten entstanden mehrere Operetten: „Treffpunkt Herz“ (1951), „Ferien am Schneeberg“ (1953) und „Jedes Jahr im Mai“ (1954), die am Metropoltheater uraufgeführt wurden und in den 1950er Jahren  beliebt waren. 1958 wurde Bejach wegen übergriffigen Verhaltens weiblichen Ensemble-Mitgliedern gegenüber verhaftet und zu einer Freiheitsstrafe verurteilt. Danach war der Berliner Autor, Librettist und Regisseur an verschiedenen Bühnen – zum Beispiel 1968/1969 am Landestheater Dessau – sowie beim DDR-Fernsehen für klassische Musiksendungen tätig.
Bejach war mit der Tänzerin Renate Lochau verheiratet.

## Hörspiele (Auswahl)
- 1947: Es war ..., Autor, Regie: Nicht bekannt – (Hörspiel – Berliner Rundfunk)
- 1947: Walter Hasenclever: Antigone, Regie – (Hörspielbearbeitung – Berliner Rundfunk)
- 1948: George Bernard Shaw: Der Arzt am Scheideweg, Regie – (Hörspielbearbeitung – Berliner Rundfunk)
- 1948: Affaire Gregory, Autor und Regie – (Original-Hörspiel, Kriminalhörspiel, Dokumentarhörspiel – Berliner Rundfunk)
- 1949: Falschmünzer, Autor und Regie – (Originalhörspiel, Kriminalhörspiel, Dokumentarhörspiel – Berliner Rundfunk)
- 1949: Ilja Ehrenburg: Der Fall von Paris, Regie – (Hörspielbearbeitung – Berliner Rundfunk)
- 1949: George Bernard Shaw: Die Häuser des Herrn Sartorius, Regie – (Hörspielbearbeitung – Berliner Rundfunk)

## Theater
- 1948: Ludwig Thoma: Moral, Regie – (Volksbühne Berlin im Prater Berlin)
- 1956:  Gherase Dendrino: Lasst mich doch singen, deutsche Bühnenfassung, Nachdichtung sowie Regie – Staatsoperette Dresden
- 1961: Pedro Calderón de la Barca: Dame Kobold (Don Juan de Toledo), Regie – (Volkstheater Rostock)

## Libretti für Operetten (Auswahl) und Werke des Heiteren Musiktheaters (DDR)
- 1951: Treffpunkt Herz, (Komposition: Herbert Kawan)
- 1953: Ferien am Schneeberg, (Komposition: Herbert Kawan)
- 1954: Jedes Jahr im Mai, (Komposition: Herbert Kawan)
- 1954: Eine unmögliche Frau, (Komposition: Guido Masanetz) – Uraufführung: 25. September 1954, Volkstheater Rostock

## Film und Fernsehen
- 1951: Zugverkehr unregelmäßig, DEFA-Spielfilm – Drehbuch
- 1961: Eine unmögliche Frau, Fernsehinszenierung eines Lustspiels von Peter Bejach mit Musik von Guido Masanetz
- 1963: Um Reifenstärke, Fernsehspiel – Autor und Regie
- 1965: Die beiden Blinden, Fernsehfassung einer Operette von Jacques Offenbach
- 1975: Maitre Pathelin oder Die Hammelkomödie, Oper von Rainer Kunad – Redaktion
- 1975: Pimpinone einer Kammeroper von Georg Philipp Telemann – Redaktion